# Pseudomicrocentria simplex
Pseudomicrocentria simplex là một loài nhện trong họ Linyphiidae.
Loài này thuộc chi Pseudomicrocentria. Pseudomicrocentria simplex được George Hazelwood Locket miêu tả năm 1982.